# Вракуня (кладбище)
Вракуня (словац. Cintorín Vrakuňa) — кладбище в Братиславе, в городском районе Вракуня на улице Гагарина. До 2013 года называлось Кладбище «Ружинов» (в просторечии — Ружиновское кладбище).
Строительство кладбища началось в 1972 году, первый человек был здесь похоронен в 1980 году. Несмотря на то, что кладбище лежит за пределами района Ружинов, оно получило название Кладбище «Ружинов», так как предполагалось, что на нём большей частью будут хоронить жителей этого района.
27 марта 2013 года депутаты горсовета большинством голосов решили переименовать кладбище, причём само голосование было инициировано депутатами городского района Вракуня.

## Известные личности, похороненные на данном кладбище
- Петер Dubovský (футболист)
- Карол Духонь (певец)
- Дезидер Кардош (композитор и педагог)
- Юлиус Ленко (поэт и переводчик)
- Михал Сливка (актёр и шоумен)
- Штефан Угер (режиссёр и сценарист)